# Cantó de Chantonnay
El cantó de Chantonnay és un cantó francès del departament de la Vendée, situat al districte de La Roche-sur-Yon. Té 8 municipis i el cap es Chantonnay.

## Municipis
- Bournezeau
- Chantonnay
- Rochetrejoux
- Saint-Germain-de-Prinçay
- Saint-Hilaire-le-Vouhis
- Saint-Prouant
- Saint-Vincent-Sterlanges
- Sigournais

## Història
| Data d'elecció                           | Identitat       | Partit                     | Qualitat |
| ---------------------------------------- | --------------- | -------------------------- | -------- |
| 1951-1988                                | Michel Crucis   | CNI, després UDF-PR        |          |
| 1988-19..                                | Nicole Jouhier  | Divers droite              |          |
| 19..-1994                                | Maurice Bedon   | Divers droite              |          |
| 1994-                                    | Gérard Villette | RPR, després Divers droite |          |
| les dades anteriors no són pas conegudes |                 |                            |          |
|                                          |                 |                            |          |

| A partir de 1990: Població sense dobles comptes |